# AVGP Cougar
AVGP Cougar – kanadyjski kołowy wóz rozpoznawczy w układzie 6x6 bazujący na szwajcarskim KTO Piranha I. Wprowadzony na wyposażenie Canadian Army w 1976 roku. Obecnie używany wyłącznie do szkolenia, w pierwszej linii został zastąpiony przez pojazd Coyote.
Cougar jest częścią rodziny AVGP. Został zaprojektowany jako sześciokołowy pojazd dla jednostek rozpoznawczych.
Pojazd bazuje na transporterze Piranha I. Kadłub wykonano ze spawanych płyt. Wieża została zapożyczona od czołgu FV101 Scorpion, tam też umiejscowiono całe uzbrojenie: armatę kal. 76 mm oraz 1 karabin maszynowy kal. 7,62 mm.
Cougar posiada zdolność pływania (z prędkością ok. 7 km/h), jednakże obecnie w dużej części pojazdów usunięto śrubę napędową w celu obniżenia kosztów obsługi pojazdu.